# Petrušnja vas
Petrušnja vas – wieś w Słowenii, w gminie Ivančna Gorica. W 2018 roku liczyła 237 mieszkańców.